# Pettorano sul Gizio
Pettorano sul Gizio är en ort och kommun i provinsen L'Aquila i regionen Abruzzo i Italien. Kommunen hade 1 445 invånare (2018).